# Campeonato Paulista de Voleibol Feminino

|-
 

 

 

 

 

 

 

 

 

 

 

 

 

 

 

 

 

 

 

 

 

 

 

 

 

 

 

 

 

 

 

 

 

 

 

 

 

 

 

 

 

 

 

 

 

 

 

 

 

 

 

 

 

 

 

 

 

 

 

 

 

 

 

 

 

 

 

 

 

 

 

 

 

 

 

 

 

 

 

 

 

 

 

 

 

 

 

 

 

 

 

 

 

 

 

 

 

 

 

 

 

 

 

 

 

 

 

 

 

 

 

 

 

 

 

 

 

 

 

 

 

 

 

 

 

 

 

 

 

 

 

 

 

 

 

 

 

 

 

 

 

 

 

 

 

 

 

 

 

 

 

 

 

 

 

 

 

 

 

 

 

 

 

 

 

 

 

 

 

 

 

 

 

 

 

 

 

 

 

 

 

 

 

 

 

 

 

 

 

 

 

 

 

 

 

 

 

 

 

 

 

 

 

 

 

 

 

 

 

 

 

 

 

 

 

 

 

 

 

 

 

 

 

 

 

 

 

 

 

 

 

 

 

 

 

 

 

 

 

 

 

 

 

 

 

 

 

 

 

 

 

 

 

 

 

 

 

 

 

 

 

 

 

 

 

 

 

 

 

 

 

 

 

 

 

 

 

 

 

 

 

 

 

 

 

 

 

 

 

 

 

 

 

 

 

 

 

 

 

 

 

 

 

 

 

 

 

 

 

 

 

 

 

 

 

 

 

 

 

 

 

 

 

 

 

 

 

 

 

 

 

 

 

 

 

 

 

 

 

 

 

 

 

 

 

 

 

 

 

 

 

 

 

 

 

 

 

 

 

 

 

 

 

 

 

 

 

 

 

 

 

 

 

 

 

 

 

 

 

 

 

 

 

 

 

 

 

 

 

 

 

 

 

 

 

 

 

 

 

 

 

 

 

 

 

 

 

 

 

 

 

 

 

 

 

 

 

 

 

 

 

 

 

 

 

 

 

 

 

 

 

 

 

 

 

 

 
O Campeonato Paulista de Voleibol Feminino é a principal competição de clubes de voleibol feminino do estado de São Paulo e o principal campeonato estadual do Brasil.
A competição é organizada pela Federação Paulista de Voleibol (FPV). O torneio é dividido em duas divisões: Especial e Primeira Divisão. Ambas as divisões costumam ter número variável de equipes participantes a cada edição. A equipe vencedora Divisão Especial é designada campeã paulista de voleibol.
No passado uma característica bastante comum no campeonato era a associação de fortes equipes de outros estados com clubes de São Paulo para a disputa do Paulista, tornando-o uma espécie de "mini-Superliga". Desde 2009, o torneio não conta mais com tais equipes "estrangeiras" ao estado.
Os direitos de transmissão da Divisão Especial pertencem ao canal de TV por assinatura SporTV, que transmite o torneio para todo o Brasil.

## Divisão Especial

### Edição atual
Equipes que disputaram o Campeonato Paulista de Voleibol Feminino de 2023
| Equipe                 | Cidade             | Última participação | Paulista 2022 |
| ---------------------- | ------------------ | ------------------- | ------------- |
| Sesi/Vôlei Bauru       | Bauru              | Paulista 2022       | 1º            |
| E. C. Pinheiros        | São Paulo          | Paulista 2022       | 2º            |
| Osasco SCS             | Osasco             | Paulista 2022       | 3º            |
| AA São Caetano         | São Caetano do Sul | Paulista 2022       | 4º            |
| Barueri VC             | Barueri            | Paulista 2021       | 5º            |
| Renasce Vôlei Sorocaba | Sorocaba           | Estreante           | -             |
| Campinas VC            | Campinas           | Paulista 2013       | -             |